# She's Out of My Life
She's Out of My Life è una canzone interpretata dal cantante statunitense Michael Jackson estratta nel 1980 come quarto singolo dal suo album in studio Off the Wall del 1979.

## Descrizione
Si tratta di una ballata scritta da Tom Bahler. Quincy Jones, produttore dell'album e del singolo, dichiarò in varie interviste che aveva pensato inizialmente di dare la canzone all'amico Frank Sinatra, ma decise in seguito di farla registrare a Jackson. Jones rimase affascinato dal fatto che Michael Jackson, emotivamente provato dal testo del brano, si commuovesse ogni volta al punto da scoppiare in lacrime alla fine di ogni seduta di registrazione, decidendo pertanto di tenere il suono del pianto del cantante sul finire della canzone anche nella versione definitiva del brano.
In seguito la canzone fu anche reinterpretata da Patti LaBelle, Ginuwine, 98 Degrees e Josh Groban.
Una demo di She's Out of My Life fu inserita nel 2009 nel secondo disco dell'album doppio This Is It.

## Promozione

### Interpretazioni dal vivo
La canzone venne interpretata da Jackson in tutti i suoi tour a venire, a partire dal Triumph Tour dei Jacksons del 1981 e in seguito nel Victory Tour del 1984, ultimo tour del cantante coi fratelli, e nei suoi tour da solista Bad World Tour (1987-1989) e Dangerous World Tour (1992-1993) oltre che nel Royal Concert per il 50º compleanno del Sultano del Brunei del 1996. In tutte queste interpretazioni dal vivo, il cantante era solito scegliere una ragazza dal pubblico per farla salire sul palco e danzare abbracciato a lei mentre lui cantava alcune strofe. Tale storica interpretazione di She's Out of My Life sarebbe stata sostituita dalla canzone You Are Not Alone a partire dall'HIStory World Tour (1996-1997). Il cantante provò She's Out of My Life anche per i suoi concerti benefici Michael Jackson & Friends del 1999, in cui avrebbe dovuto interpretarla per la prima volta come duetto, assieme a Mariah Carey, ma venne infine tolta dalla scaletta. Le immagini delle prove del concerto di Seul in cui Jackson prova con una corista il duetto, segnano pertanto l'ultima volta che il cantante abbia interpretato la canzone dal vivo.

## Video musicale
Sebbene Michael Jackson, per sua scelta, preferisse rivolgersi ai suoi videoclip come a "cortometraggi" (in inglese short films), quelli dell'album Off the Wall, il primo album da solista di Jackson per la Epic Records, sono da definirsi come dei più classici "video musicali", in quanto sono clip di performance piuttosto che storie sceneggiate. Il videoclip, diretto dal regista inglese Bruce Gowers, che lo stesso giorno, nello stesso luogo, registrò anche quello per il singolo Rock with You, mostra Michael Jackson in abiti casual eseguire la canzone mentre si trova seduto su uno sgabello, con solo un riflettore ad illuminarlo. Questo e il videoclip di Childhood (1995), sono gli unici video in cui Jackson canta restando seduto dall'inizio alla fine della canzone.
A causa del basso budget e della sostanziale mancanza di originalità del video, il cantante si rifiuterà di pubblicarlo in tutte le sue raccolte di videoclip pubblicate nel corso della sua vita e verrà pubblicato, infine, per la prima volta solo dopo la morte di Michael Jackson nella raccolta di video postuma intitolata Michael Jackson's Vision del 2010.
Nel 2014, la rivista Rolling Stone ha classificato She's Out of My Life alla posizione 17 nella lista dei 20 migliori video di Michael Jackson, elogiando l'uso rivoluzionario di Jackson di «video di performance crude, che lo mostrano in grado di realizzare un video molto intenso».

## Tracce
Vinile 7" Regno Unito
1. She's out of My Life (Album Version) – 3:37 (Tom Bahler)
2. Push Me Away (Album Version) (brano interpretato dai Jacksons) – 4:19 (The Jackson)

Vinile 7" Stati Uniti
1. She's out of My Life (Album Version) – 3:37 (Tom Bahler)
2. Get on the Floor (Album Version) – 4:39 (Michael Jackson, Louis Johnson)

Nota: il lato B del singolo nel Regno Unito è Push Me Away, traccia dell'album dei Jacksons Destiny del 1978, ma interpretata dal solo Michael Jackson. Nel singolo distribuito negli Stati Uniti il lato B è Get on the Floor, brano dallo stesso album Off the Wall (1979).

## Successo commerciale
Il singolo segnò un record per l'epoca: con questo brano per la prima volta quattro canzoni estratte dallo stesso album di uno stesso artista erano arrivate tutte nelle prime dieci posizioni della classifica generale di Billboard dove raggiunse la posizione numero 10.
Negli Stati Uniti fu premiato nel 1989 con un Disco d'oro a fronte di una vendita superiore alle 500 000 copie mentre nel 2022 con un Disco di platino per vendite superiori al milione di unità.

## Classifiche
| Classifica (1980)              | Posizione massima |
| ------------------------------ | ----------------- |
| Australia                      | 17                |
| Canada                         | 10                |
| Paesi Bassi                    | 19                |
| Irlanda                        | 4                 |
| Regno Unito                    | 3                 |
| Stati Uniti                    | 10                |
| Stati Uniti (rhythm and blues) | 43                |